# Praslity
Praslity [pronunciación en polaco: /praˈslitɨ/] (en alemán: Altkirch) es un pueblo ubicado en el distrito administrativo de Gmina Dobre Miasto, dentro del Condado de Olsztyn, Voivodato de Varmia y Masuria, en Polonia del norte. Se encuentra aproximadamente a 6 kilómetros al noroeste de Dobre Miasto y a 30 kilómetros al norte de la capital regional Olsztyn.
Antes de 1772, el área fue parte del Reino de Polonia, luego hasta 1945 fue de Prusia y Alemania (Prusia Oriental).